# قدرت‌الله حمزه
قدرت‌الله حمزه شلمزاری، نمایندهٔ یازدهمین دوره مجلس شورای اسلامی از حوزه انتخابیه اردل، فارسان، کیار و کوهرنگ است.

## سوابق
او بازنشسته سپاه پاسداران است که پس از آن فرماندار ایذه شد. وی از جناح اصولگرایان است.

## رأی
قدرت‌الله حمزه شلمزاری با کسب ۲۹ هزار و ۸۰۹ رای از تعداد ۱۰۴ هزار و ۶۶۱ رای از حوزه انتخابیه شهرستان‌های اردل، فارسان، کوهرنگ و کیار به عنوان منتخب یازدهمین دوره مجلس شورای اسلامی اعلام شد.